# Carlo von Mentlen
Carlo von Mentlen, auch Carlo Vonmentlen (* 23. Juli 1830 in Bellinzona; † 17. Februar 1906 ebenda) war ein Schweizer Politiker (Konservativ).

## Leben

### Familie
Carlo von Mentlen entstammte dem Bellenzer Zweig der Urner Familie Vonmentlen und war der Sohn des Ingenieurs Giovanni Rocco von Mentlen und dessen Ehefrau Virginia (geb. Bazzoni); sein Bruder war der Ingenieur Rocco von Mentlen (* 4. Februar 1833 in Bellinzona; † 2. März 1890).
Er war seit 1856 mit Maria, die Tochter des Grundbesitzers Federico Meyer, verheiratet.
Mit ihm starb die Bellenzer Linie im Mannesstamm der Vonmentlen aus.

### Werdegang
Carlo von Mentlen besuchte das Benediktinerkollegium in Bellinzona und war ab 1847 am Gymnasium Sant’Alessandro in Mailand. Weil er sich vom 18. bis 22. März 1848 am Mailänder Volksaufstand beteiligte, musste er die schulische Ausbildung in Mailand abbrechen und setzte diese von 1848 bis 1850 in Zürich fort.
Nachdem er ins Tessin zurückgekehrt war, verwaltete er den bedeutenden Familienbesitz, vor allem die umfangreichen Güter in der Gegend von Bellinzona.
1858 war er Mitgründer der Tessiner Kantonalbank.
Carlo von Mentlen war 1866 als Hauptmann Adjutant bei Oberst Luigi Rusca; er wurde 1872 zum Major in der Schweizer Armee befördert.

### Politisches Wirken
Carlo von Mentlen gehörte zu den wichtigsten Führern der Liberalkonservativen und sass von 1867 bis 1875 sowie von 1877 bis 1899 im Tessiner Grossen Rat; dort übte er 1879 und 1881 das Amt des Präsidenten aus. Vom 2. Dezember 1872 bis zum 4. Dezember 1887 war er Nationalrat.
Während des Tessiner Putsches im September 1890 informierte er umgehend den Bundesrat per Telegramm und forderte ein sofortiges Eingreifen; 1891 sagte er als Zeuge im Prozess anlässlich des Putsches aus.
Er war 1891 und 1892 auch im Verfassungsrat des Kantons Tessin.

## Mitgliedschaften
Carlo von Mentlen war Mitglied des Schweizerischen Forstvereins.